# Área de Conservação da Paisagem de Tareste
A Área de Conservação da Paisagem de Tareste é um parque natural localizado no condado de Hiiu, na Estónia.
A área do parque natural é de 455 hectares.
A área protegida foi fundada em 2007 para proteger as paisagens e a biodiversidade na vila de Tareste e na cidade de Kärdla.